# Salsola squarrosula
Salsola squarrosula är en amarantväxtart som beskrevs av Viktor Petrovitj Botjantsev. Salsola squarrosula ingår i släktet sodaörter, och familjen amarantväxter. Inga underarter finns listade i Catalogue of Life.